# Lior Inbrum
Lior "Or" Inbrum (Hebreeuws: ליאור "אור" אינברום) (Kirjat Gat, 12 januari 1996) is een Israëlische voetballer van Ethiopische afkomst. Hij speelt meestal als flankaanvaller. Sinds januari 2018 wordt hij door KAA Gent verhuurd aan het Israëlische MS Asjdod.

## Clubcarrière

### MS Asjdod
Inbrum speelde tussen 2014 en 2017 voor het Israëlische MS Asjdod. In die drie jaar speelde hij er 85 competitiewedstrijden waarin hij 21 doelpunten scoorde.

### KAA Gent
Op 20 juni 2017 tekende Inbrum een contract voor vier seizoenen bij KAA Gent. Eind augustus van datzelfde jaar vertrok hij naar het Sloveense NK Maribor voor een uitleenbeurt. Hij had op dat moment nog geen officiële speelminuten verzameld bij Gent. Na een half seizoen bij Maribor werd hij in januari 2018 opnieuw door Gent uitgeleend, dit keer aan zijn ex-club MS Asjdod, tot het einde van het seizoen.